# Ходжамумин
Ходжамумин (тадж. Кӯҳи Хоҷамӯъмин) — гора из соли на юге Таджикистана, высотой 1332 метра. Гора почти полностью состоит из чистейшей соли различных цветов: голубовато зелёных и розовых, палевых и серых. Лишь вершина и некоторые склоны покрыты тонким слоем почвы. По оценкам геологов, Ходжамумин хранит более 30 миллиардов тон поваренной соли.

## Расположение
Находится в восточной части Афгано-Таджикской впадины, на левом берегу р. Яхсу, в 25 км к югу — юго-западу от города Куляб, в 7 км к югу от посёлка Хулбук Восейского района республики Таджикистан.

## Путешественники о горе
Все путники, следовавшие по Великому шёлковому пути в Китай и Индию проявляли интерес к горе. Марко Поло не был исключением.

Проедешь двенадцать дней — тут замок Тайкан / город на пути из Балха в Бадахшан/; большой там хлебный рынок. Славное место — к югу высокая гора, состоящая из соли, отовсюду за тридцать миль вокруг приходят за этой самой лучшей в мире солью. Соль тверда, ломают её большими железными заступами, и так её много, что хватит на весь свет, до скончания мира— «Книги» Марко Поло
В начале XX века о высоких качествах соли Ходжамумин упомянул известный русский исследователь Средней Азии Д. Н. Логофет, первым из европейских путешественников обративший внимание на целебные свойства минеральных вод рядом с соляным куполом.

здешние жители считают это место святым, а воду ручьев целебной, благодаря чему здесь постоянно находятся больные, излечивающиеся, часто совершенно, одними соляными купаниями. Густая рапа, оседая на дне и окрестных скалах, покрывает все белым серебристым налётом, и кристаллы соли, сверкая на солнце, придают особенно красивый вид этому глухому уголку, врачующему людские недуги, вероятно, с самых отдалённых времен человеческого в этих местах бытия— Д.Н. Логофет

## Пещеры
Пещеры горы Ходжамумин сплошь состоят из соляных сталактитов и сталагмитов. Высота залов в самых крупных пещерах достигает 8-10 метров. Самая большая из пещер почти 350 метров длины (хотя есть предположение, что её длина более километра, но проверить это предположение чрезвычайно сложно, поскольку основной ход изобилует узкими и затопленными лазами). Многие из пещер издают звуки, похожие на музыку, создаваемые ветром, проходящим сквозь сталактиты свисающие с потолка и сталагмиты растущие с дна пещер. Возникли эти пещеры в результате вымывания из недр горы хлорида натрия.

## Производство
С древнейших времён местные жители добывают со склонов горы соль. Месторождение поваренной соли «Ходжа Мумин» — одно из самых крупных в мире. У подножия построен завод ОАО «Ходжа Мумин», занимающийся производством и переработкой соли, обеспечением предприятий и населения солью, профилактикой по осматическим заболеваниям на базе профилактория.

## Вода
Из горы после дождя вытекают насыщенные солью потоки, которые дают начало более чем 160 солёным ручьям. Помимо этого на вершине горы бьют ключи чистейшей пресной воды. Благодаря пресной воде на соляной шляпке произрастают многочисленные травы и цветы. Весной вершина Ходжамумин покрывается ярко-красным ковром цветущих тюльпанов.